# Epizoochori
Epizoochori är en spridningsmekanism för växter genom att frön fastnar i passerande djurs päls och sedan faller av på något gynnsamt ställe, där fröna kan gro.
Evolutionen har gjort att de växter som sprids på detta sätt fått sina frön försedda med taggar eller hakar eller är klibbiga, så att de lätt fastnar i djurets päls.

## Etymologi
Av grekiska επι (epi) = medföljande,  ζῶον (zōon) = levande varelse, djur, och χωρεῖν (chōreín) = förflytta sig, vandra.